# Prima colpa (film 1950)
Prima colpa (Caged, trad. "Ingabbiata") è un film del 1950, diretto da John Cromwell.
È narrata la storia di una giovane donna incarcerata per complicità in un furto. Il periodo trascorso in prigione la trasforma da persona innocente - quale era - in una potenziale criminale.
Il film è un adattamento, ad opera di Virginia Kellogg, della storia Women Without Men (Donne senza uomini) della stessa Kellogg e di Bernard C. Schoenfeld.

## Trama
La diciannovenne Marie Allen è incarcerata dopo che un tentativo di rapina a mano armata da parte di suo marito fallisce tragicamente. Nel corso della visita medica prima dell'internamento, scopre di essere incinta di due mesi del suo defunto marito.
Successivamente, mentre ha le doglie, un'amica detenuta si suicida.
Dopo aver subito esperienze traumatiche (viene dapprima rinchiusa in isolamento, quindi le viene rasata la testa da una guardia carceraria sadica), Marie comincia a somigliare sempre più alle vere criminali con le quali divide la prigionia, e quando esce è pronta per delinquere.

## Riconoscimenti

### Academy Awards
Ebbe tre nomination all'Oscar: una per la migliore interpretazione femminile ad Eleanor Parker, una per la migliore attrice non protagonista a Hope Emerson e un'altra per la miglior sceneggiatura originale.

### Festival del Cinema di Venezia
Nominata al Leone d'Oro, Eleanor Parker vinse la Coppa Volpi per la migliore interpretazione femminile.

## Remake
Il film ha avuto un remake nel 1962 dal titolo Rivolta al braccio, per la regia di Walter Doniger, solo parzialmente aderente all'originale.